# Thliptoceras fulvimargo
Thliptoceras fulvimargo is een vlinder uit de familie van de grasmotten (Crambidae). De wetenschappelijke naam van de soort is, als Mimocomma fulvimargo, voor het eerst geldig gepubliceerd in 1895 door William Warren. De combinatie in het geslacht Thliptoceras werd door Munroe in 1967 gemaakt.

## Andere combinaties
- Crocidophora fulvimargo (Warren, 1895) door George Francis Hampson in 1899